# Crook Town Association Football Club
El Crook Town Association Football Club és un club de futbol anglès fundat el 1889 a la ciutat de Crook (Comtat de Durham).

## Història
El club va ser fundat el 1889 per la fusió de Crook i Crook Excelsior. Crook Cricket Club es feu càrrec del club el 1894. El club és membre de la Lliga del Nord des del 1896. El seu estadi és el "Sir Tom Cowie Millfield", de 1.500 localitats. El Crook va guanyar per primera vegada la Copa Amateur de Futbol el 1901. El 1913 inicià la primera de les tres gires que el portaren a Barcelona, enfrontant-se amb el FC Barcelona. Les altres dues gires foren el 1921 i 1922, amb un total de 10 partits jugats, amb dues victòries, quatre empats i quatre derrotes. Jack Greenwell, que jugà a la primera gira, romangué a Barcelona, per jugar i entrenar el Barça.

## Palmarès
- FA Amateur Cup
  - 1900–01, 1953–54, 1958–59, 1961–62, 1963–64
- Northern League
  - 1914–15, 1926–27, 1952–53, 1958–59, 1962–63
- Durham Challenge Cup
  - 1926–27, 1931–32, 1954–55, 1959–60
- Durham Benevolent Bowl
  - 1913–14, 1919–20, 1921–22, 1925–26, 1954–55
- Captain G. Wright Trophy
  - 1963–64, 1964–65